# Campionati del mondo di ciclismo su strada 1972
I Campionati del mondo di ciclismo su strada 1972 si disputarono a Gap, in Francia, il 6 agosto 1972.
Furono assegnati solo due titoli:
- Prova in linea Donne, gara di 60,5 km
- Prova in linea Uomini Professionisti, gara di 272,6 km

Le due prove dilettanti, in linea e cronometro a squadre, furono disputate ai Giochi della XX Olimpiade.

## Storia
Lungo un circuito vallonato e favorevole più agli scalatori che a velocisti, fu la nazionale italiana a comandare la corsa. A due chilometri dal traguardo, dal gruppo dei primi, ormai ridotto a poche unità, uscì Franco Bitossi che guadagnò rapidamente un considerevole vantaggio prima che Guimard, Zoetemelk e Merckx si lanciassero all'inseguimento. Sul lungo rettilineo finale, in leggera salita, il toscano si piantò e a pochi metri dal traguardo fu superato da Marino Basso, schizzato fuori dal gruppo degli inseguitori. Bitossi riuscì, al fotofinish, a mantenere il secondo posto davanti al francese Guimard.
La francese Geneviève Gambillon vinse il titolo femminile, battendo le sovietiche Zadorojnala e Konkina.

## Medagliere
| Pos.   | Nazione          | Oro | Argento | Bronzo | Totale |
| ------ | ---------------- | --- | ------- | ------ | ------ |
| 1      | Italia           | 1   | 1       | 0      | 2      |
| 2      | Francia          | 1   | 0       | 1      | 2      |
| 3      | Unione Sovietica | 0   | 1       | 1      | 2      |
| Totale | Totale           | 2   | 2       | 2      | 6      |

## Sommario degli eventi
| Eventi                 | Oro                         | Tempo                      | Argento                              | Tempo | Bronzo                        | Tempo |
| Uomini Professionisti  |                             |                            |                                      |       |                               |       |
| Gara in linea dettagli | Marino Basso Italia         | 7h05'59" Media 38,392 km/h | Franco Bitossi Italia                | s.t.  | Cyrille Guimard Francia       | s.t.  |
| Donne                  |                             |                            |                                      |       |                               |       |
| Gara in linea dettagli | Geneviève Gambillon Francia | ?                          | Ljubov' Zadorožnaja Unione Sovietica | ?     | Anna Konkina Unione Sovietica | ?     |